# Lizzano
Lizzano este o comună din provincia Taranto, regiunea Puglia, Italia, cu o populație de 9.582 de locuitori&#32 (2022);și o suprafață de 47,18 km².

## Demografie
Lizzano - evoluția demografică

|  | Graficele sunt indisponibile din cauza unor probleme tehnice. Mai multe informații se găsesc la Phabricator și la wiki-ul MediaWiki. |

Date: Recensăminte sau birourile de statistică - grafică realizată de Wikipedia